# TIM (пляжный футбольный клуб)
«TIM» («ТИМ») — пляжный футбольный клуб из Санкт-Петербурга.

## История
Первый чемпионат России 2005 года клуб завершил на пятом месте, заняв в группе «А» последнее, четвёртое место и выиграв оба матча в плей-офф за 5-8 места. В 2006 году «TIM» стал чемпионом России, победив в финальном матче «Строгино» 1:1 (1:0 по пенальти). Состав команды:

| - Андрусенко, Виктор Владимирович - Бегунов, Александр Викторович - Бирюков, Игорь Андреевич - Бирюков, Станислав Андреевич | - Вараксин, Дмитрий Леонидович - Васильченко, Вадим Витальевич - Захаров, Евгений Сергеевич - Ларионов, Игорь Николаевич | - Федоренко, Дмитрий Сергеевич - Шахмельян, Рустам Рафикович - Главный тренер — Москвин, Геннадий Александрович |

В чемпионате 2007 года команда завоевала бронзовые медали. В 2008 году клуб занял 4 место в розыгрыше первого Кубка России и, выиграв группу «D», уступил в четвертьфинале чемпионата. Уступив на старте Кубка России 2009 года в 1/4 финала, «TIM» выиграл турнир за 5-8 места. В дальнейших соревнованиях клуб не участвовал.